# Котомцев, Максим Евгеньевич
Максим Евгеньевич Котомцев (30 августа 1969 — 15 августа 2007) — российский рок-музыкант, певец, поэт, фронтмен группы «Хуго-Уго».

## Биография
Родился 30 августа 1969 года в городе Карпинск Свердловской области. В начале 1970-х семья Максима переехала в Тольятти. С раннего детства у Максима было нарушение речи — заикание и, чтобы избавиться от этого дефекта, врачи посоветовали ему занятия вокалом, параллельно он самостоятельно освоил гитару.
В 1987-1988 гг. Максим участвовал в самодеятельном ВИА при ДК «Машиностроитель», расположенном в Тольятти на улице Ленинградской. В этот ВИА Максима пригласил его школьный друг — барабанщик Павел Шпуров. В 1990 году через своего соседа по дому — художника Алексея Аляпкина (1974 — 2013) Максим познакомился с Владимиром Краснощековым и Алексеем Кондратьевым, у которых тогда уже была музыкальная группа, не имевшая названия. С приходом Максима группа трансформировалась в «Хуго-Уго», где вскоре он стал лидером и автором большинства хитов, например, таких как песня «Мне так страшно». Также в «Хуго-Уго» на барабанах играл и Павел Шпуров.
В 1991 году Максим самостоятельно в домашней студии записал и затем распространил на кассетах свой единственный сольный альбом «153 Мили». Наиболее известная песня с этого альбома — «На жёлтой дороге».
После смерти Павла Шпурова в 1992 году группа «Хуго-Уго» практически распалась, однако Максим продолжил сочинять песни, но не исполнял их публично. Лишь в 2005 году благодаря стараниям лидера группы «Учитель Ботаники»  Алексея Карманова группа «Хуго-Уго» собралась вновь.
Также Максим в разные годы принимал участие в группах — «Мёртвые Парижские Куртизанки Коммуникация 69», «Хэй Джуд Структура», «Railroad Underground», «Dogs Porno», «Учитель Ботаники», «Merz-оркестр Похоть имени Алексея Кручёных», «Дя».
У Максима был свой уникальный узнаваемый стиль игры на гитаре, также во время записи альбомов он использовал синтезатор и флейту. Серьёзно относился к написанию текстов песен, по сути это были полноценные стихи, наследующие традиции обэриутов и дадаистов.
15 августа 2007 года Максим скоропостижно скончался от остановки сердца, не дожив 15-ти дней до 38 лет. С этого момента группа «Хуго-Уго» прекратила своё существование.
Максим Котомцев похоронен на Тоазовском кладбище Тольятти.

## Память
Начиная с октября 2007 года в Тольятти проводится фестиваль памяти Максима Котомцева.
Стихи Максима Котомцева публиковались в 2015 году в Антологии независимой литературы Тольятти и в 2022 году в Антологии текстов о Тольятти (100 произведений о городе).
В феврале 2019 года в Тольятти выпущена книга текстов песен Максима Котомцева «Голос твой издалека».

## Дискография

### Сольный альбом
- 1991 — 153 мили

### Группа «Хуго-Уго»
- 1990 — Ритм-н-блюз
- 1990 — Два солнца, две луны
- 1991 — Дельтаплан
- 1991 — Мотороллер
- 1991 — Непростительно для королевы
- 1992 — Концерт в Жигулёвске
- 1992 — Мне так страшно
- 1992 — Я не понял ничего
- 2008 — 67 мм

## Книги
- Максим Котомцев. Голос твой издалека. — Тольятти: Амамах Поэц, Плато Пресс, 2019. — 72 с. — ISBN 9785604281109.